# Federazione calcistica di Zanzibar
La Federazione calcistica di Zanzibar (in inglese Zanzibar Football Association, in swahili Chama cha Mpira wa Miguu Zanzibar, acronimo ZFA) è l'ente che governa il calcio a Zanzibar.
Fondata nel 1926, non è affiliata alla FIFA, ma è stato membro associato alla CAF dal 2004 al 2005 . Ha sede nella capitale Zanzibar e controlla il campionato nazionale, la coppa nazionale e la Nazionale del paese.